# 襤褸

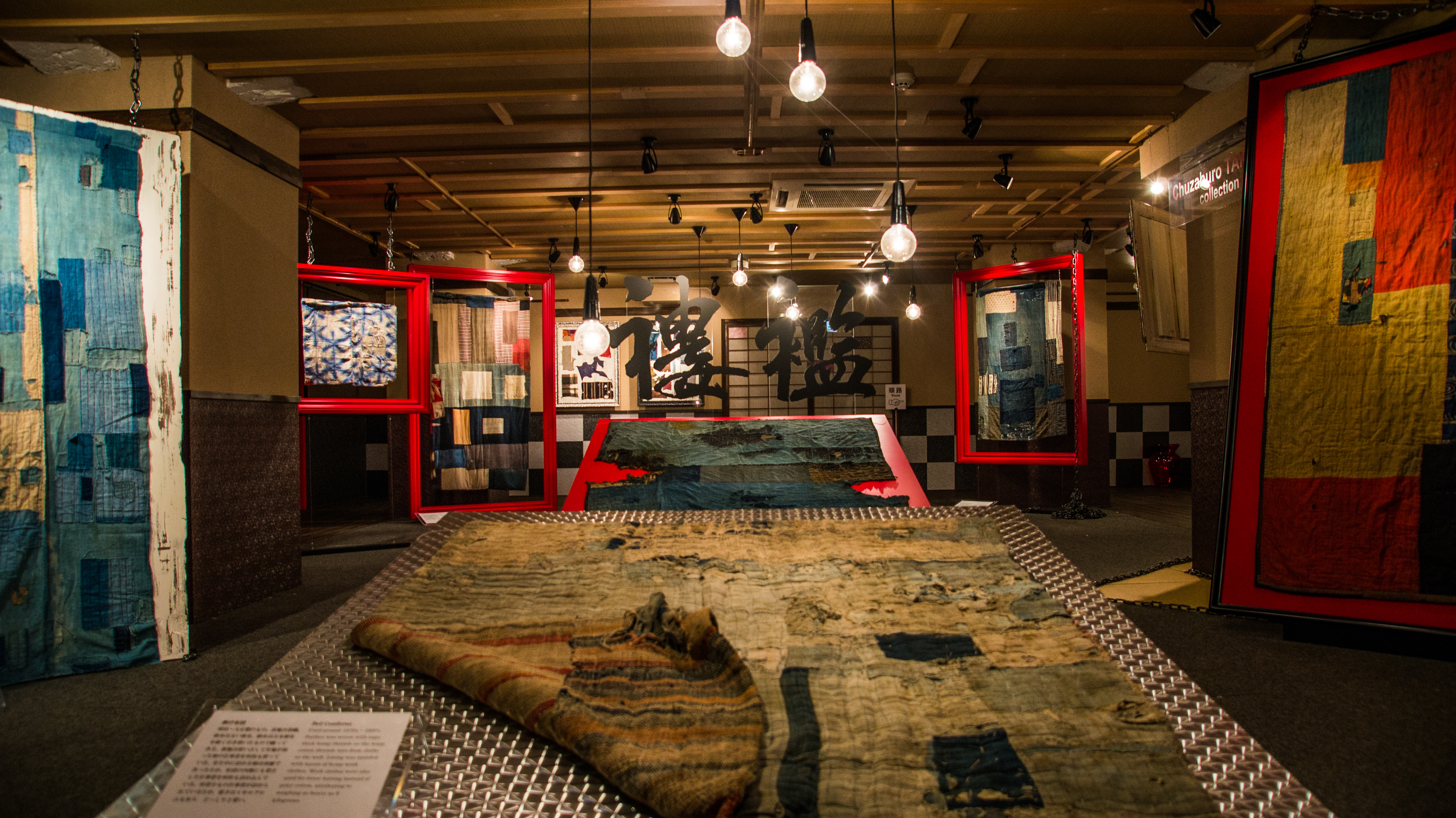
於東京淺草布文化與浮世繪美術館展出的襤褸

襤褸（日语：ぼろ，今通稱「ボロ」、「BORO」）是日本傳統拼布文化和工藝，是百家布的一種，源於江戶時代的日本青森縣（當時為津輕藩與南部藩）的村莊。這種拼布工藝製作的服飾也稱為襤褸，為百德着物的一種，與其他百德着物不同之處在於它使用的是粗布。BORO與青森另一種縫紉工藝裂織頗有淵源。

## 簡介
當時布匹稀少，村民們將常用的麻布或其他粗舊布碎片拼湊成織物，當做寢具（如被褥、床墊）或服裝，世代相傳使用、穿著，並繼續將布料一層層織染繡補。 
青森氣候寒冷环境嚴酷，而且直到明治时代才开始栽種棉花，因此在當時爲了禦寒，村民們使用厚麻布拼湊成BORO。經年累月，其呈現出或深或淺的靛藍色。
青森女性將麻布和貴重的棉線編制在一起編織成有著漂亮花紋的服裝，這種工藝被稱為刺子（刺し子，Sashiko）。青森的女孩子從五六歲就開始學習，十五六歲時可以獨當一面，會帶著兩三件完成的服裝出嫁。

## 研究
日本民俗學家田中忠三郎關注到了其收藏的裂織、BORO布的藝術性和生態環保概念，發表了寫真集《BORO》（都築響一撮影，2009年1月出版），並於東京上野之森美術館、京都思文閣美術館、旭川国際染織美術館、東京青山圖書中心舉辦了「田中忠三郎珍藏 『BORO』」（田中忠三郎コレクション 『BORO』）展覽。

## 影響
BORO的縫紉工藝、藝術設計得到了世界現代時尚界的關注，匡威等品牌推出了各種以BORO為靈感並命名的設計和產品。 